# Acculturatie

De vier essentiële vormen van acculturatie: 1- segregatie, 2- integratie, 3- assimilatie, 4- marginalisatie

Acculturatie is een proces waarbij een groep individuen culturele of sociale kenmerken van een andere groep individuen overneemt. Over het algemeen zullen beide groepen elementen van elkaar overnemen, maar zal het vooral de niet-dominante groep zijn die het meest verandert.
Het is een socialisatieproces waarbij elementen van een andere cultuur (outgroup) dan die waarin men is geboren worden overgenomen. Dit in tegenstelling tot enculturatie, waarbij juist elementen van de cultuur van de eigen groep (ingroup) worden overgenomen.
Hoewel antropologen als Malinowski eerder wel stelden dat acculturatie een proces is waarbij alleen de eenvoudigere cultuur elementen overneemt van de complexere, blijkt dat er vrijwel altijd sprake is van een uitwisseling door beide culturen. Berry maakte daarbij onderscheid tussen cultuurbehoud en aanpassing.
Acculturatie kan vrijwillig plaatsvinden, maar ook onder dwang. Soms is dit fysieke dwang, maar als het niet overnemen van elementen het einde van een beschaving betekent, kan er ook sprake zijn van een economische noodzaak.
Buiten de in het schema genoemde mogelijkheden kunnen er ook nieuwe elementen ontstaan door de contacten. Deze vorm van cultuurvorming of cultuurverandering wordt wel aangeduid als innovatie, omdat de cultuur zich hierbij vernieuwt. Een andere vorm buiten het schema is individualisatie, waarbij er wel sprake is van participatie, maar zonder daarbij te kijken naar de groep waartoe de ander behoort.
Graves maakte onderscheid tussen acculturatie van de groep en psychologische acculturatie. De mate van acculturatie van een individu kan namelijk sterk afwijken van die van de groep waartoe hij of zij behoort.